# Hessel Steegstra
Hessel Steegstra (* 27. März 1978) ist ein niederländischer Fußballschiedsrichterassistent. Er steht als dieser seit 2013 auf der Liste der FIFA-Schiedsrichter.

## Karriere
Als Assistent begleitete er nebst vielen Partien auf nationaler Ebene unter anderem international nebst Partien auf Klub-Ebene, auch Spiele von Nationalmannschaften. Hierbei war er unter anderem bei der Nations League und der Europameisterschaft 2020 vertreten. Zur Weltmeisterschaft 2022 wurde er als Assistent von Danny Makkelie ins Aufgebot der Assistenten berufen.
Am 21. August 2020 leiteten Danny Makkelie, Mario Diks und Hessel Steegstra das Finale der Europa League 2019/20 zwischen dem FC Sevilla und Inter Mailand (3:2).